# عملیات کربلای ۳
عملیات کربلای ۳ یکی از عملیات‌های موفق ایران در جنگ ایران و عراق بود که در ۱۱ شهریور ۱۳۶۵ آغاز شد و دو روز به طول کشید. این عملیات با فرماندهی سپاه پاسداران، در منطقه جنوب شرقی راس‌البیشه، در شمال غربی خلیج فارس و با هدف انهدام سکوهای نفتی البکر و الامیه و کاهش توان اقتصادی و نظامی عراق انجام شد.

## پیشینه
دو اسکله الامیه و البکر قبل از جنگ ایران و عراق ظرفیت صدور روزانه یک میلیون بشکه نفت را داشت و جز اسکله‌های مهم صادر کننده نفت عراق محسوب می‌شد. سه ماه پس از آغاز درگیری، این دو پایانه توسط تکاوران نیروی دریایی ارتش با حمایت نیروی هوایی ارتش در عملیات مروارید منهدم شد ولی پس از بازسازی، به چشم و گوش عراق در خلیج فارس بدل شد و بسیاری از کشتی‌های بازرگانی و نفتکش‌ها در خلیج فارس، توسط دستگاه‌های موجود دراین پایانه‌ها ردیابی و مورد حمله هوایی یا موشکی قرار می‌گرفت. با انجام عملیات والفجر ۸ و سقوط سه پایگاه موشکی در منطقه عملیاتی فاو، عراق برای جلوگیری از تکرار این نوع عملیات، بیش از پیش به استحکامات این دو پایگاه افزود. ارتفاع ۱۱ متری اسکله و سربازان مجهز مستقر در آن، خطری جدی برای ایران بود که می‌توانستند منطقه وسیعی را زیر آتش خود بگیرند. همین باعث شد تا نیروهای ایرانی عملیاتی را برای انهدام این دو پایانه طراحی کنند.

## اهداف عملیات
- تصرف و انهدام دو اسکله الامیه و البکر
- تکمیل عملیات والفجر ۸ با ساقط کردن مهم‌ترین پایگاه دریایی عراق
- ایجاد منطقه امن برای عبور و مرور کشتی‌های ایرانی
- اجرای یک عملیات دریایی و نشان دادن حضور مقتدرانه نیروی دریایی سپاه در خلیج فارس
- تسلط بر شمال خلیج فارس
- زمینه‌سازی برای تصرف و تهدید ام‌القصر
- بعد از عملیات والفجر ۸ که ایران اعلام کرد بر شمال خلیج فارس مسلط شده‌است، عراق تعدادی خبرنگار و فیلمبردار به روی این دو اسکله آورد تا بدین وسیله نشان دهد که هنوز در این منطقه، دارای فعالیت است. به همین دلیل این عملیات مقارن با تشکیل کنفرانس سران غیرمتعهدها در حراره بود تا تأثیر سیاسی آن دوچندان شود؛ لذا قبل از این که آن را عملیات نظامی صرف محسوب کرد، باید به عنوان یک عملیات سیاسی-نظامی قلمداد کرد.[۶]

## طرح عملیات
براساس طرح مانور عملیات، دو ناو تیپ کوثر و امیرالمؤمنین باید دهانه خور عبدالله را برای جلوگیری از پشتیبانی نیروهای دشمن مستقر روی اسکله‌ها مسدود می‌کردند. نیروهای غواص لشکر امام حسین هم توسط قایق به نقطه رهایی انتقال می‌یافتند و سپس با تاریک شدن آسمان، از سه محور به سوی اسکله الامیه روانه می‌شدند و آن را تصرف می‌کردند. آن گاه، نیروهای سوار بر شناور وارد عملیات و روی اسکله مستقر می‌شدند. در صورت امکان، اسکله البکر هم باید مورد هجوم قرار می‌گرفت.

## شرح عملیات
ساعت ۲۱ ۱۱ شهریور ۱۳۶۵ نیروهای غواص به سمت منطقه عملیات حرکت کردند؛ اما به دلیل مغایرت جهت وزش باد با جهت حرکت غواص‌ها و قطع تماس آنان با فرماندهی و نیروهای پشتیبانی با تأخیر به هدف رسیدند. ساعت ۴ بامداد نیروهای غواص محور راست موفق شدند به سمت چپ اسکله الامیه رسیده و خود را به بالای اسکله و روی پَد هلیکوپتر برسانند و با محرز شدن درگیری روی اسکله، رمز عملیات (حَسْبُنَا اللهُ وَنِعْمَ الْوَکِیلُ) توسط فرماندهی قرارگاه قرائت شد. نیروها می‌بایست به سرعت عملیات پاکسازی پَد و آماده کردن محل برای ورود دیگر نیروها را انجام می‌دادند. در ساعت ۰۵:۳۰ یکی از گروهان‌های سوار شناور به اسکله رسید و متقابلاً نیروهای عراقی نیز که سمت راست اسکله را در اختیار داشت، به‌سوی قایق‌های این گروهان شلیک کرد و همین امر موجب شد فشار وارد بر غواص‌های مستقر در اسکله کاهش یابد. با روشن شدن آسمان، نیروهای غواص محورهای دیگر موقعیت خود را یافته و به طرف اسکله حرکت کردند. به این ترتیب، حدود ساعت ۸ صبح اسکله الامیه به‌ طور کامل به‌تصرف نیروهای ایران درآمد. سپس، اسکله البکر مطابق طرح به آتش کشیده شد. نخستین فشار عراق به الامیه در ساعت ۱۰ با پرتاب یک موشک آغاز شد و به‌دنبال آن نیروی هوایی عراق به بمباران منطقه پرداخت. پرتاب موشک‌های دوربرد تا به هنگام شب نیز ادامه یافت؛ به‌گونه‌ای که تا صبح روز دوم عملیات، چهار فروند دیگر به‌سوی اسکله شلیک شد. همچنین، نیروی دریایی عراق توانست حوالی نیمه‌شب ۸ فروند شناور خود را به طرف اسکله ببرد. با فرارسیدن روشنایی روز دوم عملیات، هواپیمای نیروی هوایی عراق در منطقه حضور یافته و اسکله را بمباران کردند. سپس، ناوچه‌های عراقی آرایش گرفته و با حمایت هلی‌کوپترها به سمت اسکله پیشروی کردند. فشار روی نیروهای ایران هر لحظه بیشتر می‌شد و بدیهی بود که بدون عملیات پشتیبانی و تکمیلی (که انجام آن به دلایلی صورت نگرفت) عملیات می‌بایست در همین حد ایذایی خاتمه یافته و نیروها منطقه را ترک می‌کردند. به همین دلیل نیروهای ایرانی عقب نشستند و نزدیک ظهر اسکله الامیه در حالی‌که تأسیسات و تجهیزات آن کاملاً منهدم شده بود، مجدداً به تصرف عراق درآمد.

## سینما
فیلم سینمایی افق (۱۳۶۷) اثر رسول ملاقلی‌پور براساس همین عملیات ساخته شده‌است.